# Lodewijk I van Württemberg
Lodewijk I (1119-1158) was van 1143 tot 1158 graaf van Württemberg. Hij was een zoon van Koenraad II, heer van Württemberg en Hadwig.
De zonen van Koenraad II zijn de gebroeders graaf Lodewijk I en Emicho. Beiden vertoefden van 1134-1154 respectievelijk 1139-1154 aan het hof van koning Koenraad III en keizer Frederik I Barbarossa.
Lodewijk I is de eerste telg van het geslacht, die op betrouwbare wijze wettig als graaf erkend werd, en ook de eerste Württemberger die met zekerheid een graafschap bezat.